# Giuseppina Raimondi
Giuseppina Raimondi (Fino Mornasco, 17 marzo 1841 – Birago, 27 aprile 1918) fu la seconda moglie di Giuseppe Garibaldi, da lui ripudiata al termine della cerimonia nuziale per un presunto tradimento. Era figlia naturale, riconosciuta ma non legittimata, del marchese Giorgio Raimondi Mantica Odescalchi.

## Biografia
Fu battezzata nella chiesa succursale di Socco e non nella plebana di Fino Mornasco, come a celare l'evento, e registrata come "figlia di ignoti".
Crebbe in un ambiente caratterizzato dall'idea mazziniana. Il padre, incorso nei sospetti della polizia austriaca, si rifugiò assieme alla figlia nel Canton Ticino. La fanciulla raggiungeva spesso il comasco con il compito di trasmettere messaggi ai combattenti o rifornirli con armi durante la seconda guerra d'indipendenza.
La mattina del 1º giugno 1859, accompagnata in carrozza dal sacerdote don Luigi Giudici, a Robarello apparve «come una visione» a Garibaldi, comunicandogli la difficile situazione in cui versava la città lariana. Fu il primo incontro con il condottiero. Garibaldi se ne innamorò subito, ma la fanciulla non corrispondeva, come lo stesso Generale ammise chiaramente in alcune pagine delle Memorie rimaste inedite e non presenti nella versione barberiana del 1872 né in quelle successive.
Garibaldi, stanco dopo tante avventure, aveva manifestato più volte il desiderio di sposarsi e ritirarsi nella pace domestica. Era un periodo in cui sentiva con particolare urgenza il bisogno di legarsi in matrimonio. Nel maggio 1859 Battistina Ravello aveva dato alla luce a Caprera sua figlia Anita, e il Generale tentò di sposarla per senso del dovere, salvo poi ripiegare verso una donna dalla quale era decisamente più attratto e di cui aveva chiesto la mano l'anno precedente senza aver ancora ricevuto una risposta definitiva: Maria Esperance von Schwartz, in arte Elpis Melena.

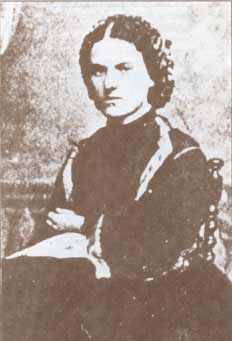
Giuseppina Raimondi

L'arrivo di Giuseppina cambiò tutto: nonostante il primo rifiuto, le scrisse quell'autunno appassionate lettere d'amore, ricevendo risposte fredde e distaccate. Poco dopo aver conosciuto il Generale, la Raimondi si era infatti legata sentimentalmente a un ufficiale garibaldino, Luigi Caroli (1834-1865), trasferito da poco a Milano. Sembra che questo amore, autentico da entrambe le parti, fosse consumato di nascosto a Fino. Precedentemente, Giuseppina aveva intrattenuto un rapporto anche con suo cugino, il maggiore Rovelli, ingelositosi del posto che i due nuovi uomini gli avevano rubato presso la giovane donna. D'improvviso, infatti, nel mese di novembre la Raimondi rispose positivamente a una missiva dell'Eroe dei due mondi, dichiarandosi disposta a sposarlo e cercò d'accelerare la data delle nozze, dichiarandosene incinta. Continuò a vedere Caroli, che però la abbandonò poco tempo dopo essere stato messo al corrente dell'imminente matrimonio.
Garibaldi, prima delle nozze, trascorse un periodo a Fino Mornasco, nella villa dei Raimondi. La celebrazione, inizialmente fissata per i primi di gennaio, fu posposta a causa di una caduta da cavallo di Garibaldi, cui si aggiunse il tifo che colse la promessa sposa. Il matrimonio fu celebrato con rito religioso il 24 gennaio 1860 nell'oratorio domestico dei marchesi Raimondi nella villa di Fino, alla presenza, in qualità di testimoni, del neoeletto governatore di Como Lorenzo Valerio e del conte Giulio Porro Lambertenghi. Alla fine della funzione, lo sposo fu avvicinato da Rovelli, il quale gli consegnò un foglio di cui era, secondo la maggior parte degli storici, anche l'autore. Vi si rivelava come la Raimondi avesse mantenuto relazioni con altri uomini anche nel momento immediatamente precedente le nozze. Interrogata sulla veridicità di quanto scritto, ammise, suscitando l'ira del coniuge, che la ripudiò e non la volle più vedere. Nel 1879 Rovelli affermò di non avere scritto quanto riportato nel famigerato foglio, ma le sue parole sono smentite da quanto Garibaldi confidò in una missiva del 1860 a Francesco Crispi, dove asserì che ad informarlo dei presunti tradimenti era stato proprio il maggiore.
Questa fu la motivazione, presentata dall'avvocato di Garibaldi, il giurista Pasquale Stanislao Mancini, per l'annullamento del matrimonio, avvenuto nel 1880, che permise al generale di unirsi in matrimonio con la terza moglie, Francesca Armosino, con cui aveva avuto i figli Clelia e Manlio, che poterono così essere riconosciuti.
Giuseppina, mesi dopo il matrimonio con Garibaldi, partorì un bambino che nacque morto. Non è stato accertato se il figlio fosse del marito, di Caroli o di Rovelli. Con Luigi Caroli, per sottrarsi alla riprovazione generale, ai primi di febbraio fuggì in Svizzera e di qui in Germania; ma all’inizio di agosto, per ragioni sconosciute, Caroli pose fine alla loro relazione e Giuseppina fece ritorno a Lugano. Poche settimane dopo, nella villa paterna di Gironico, Giuseppina partorì un bambino morto. Luigi Caroli, identificato come causa del tradimento patito dal loro eroe, fu presto emarginato dai garibaldini. Tentò quindi di rientrare nelle grazie degli uomini con i quali condivideva dopo tutto i medesimi ideali, ma non riuscì a prendere parte alla spedizione dei Mille né alla battaglia dell'Aspromonte.
Deluso nei suoi sogni d'amore e di gloria, Caroli finì male: dopo aver seguito Francesco Nullo nella spedizione in aiuto della Polonia (1863) venne catturato dai Russi nella battaglia di Krzykawka e, dopo una condanna a morte commutata in dodici anni di lavori forzati, fu spedito in varie località della Siberia, spegnendosi a Kadaja, nei pressi della frontiera mongola (1865). Anche dalla prigionia continuava a scrivere alla sua amata Giuseppina.
Giuseppina, dopo l'annullamento del matrimonio con Garibaldi avvenuto solo vent'anni dopo (sentenza pubblicata il 14 gennaio 1880), si sposò nel 1880 con il patriota e avvocato milanese Lodovico Mancini (suo cognato), dal quale non ebbe figli.